# 33472 Yunorperalta
33472 Yunorperalta è un asteroide della fascia principale. Scoperto nel 1999, presenta un'orbita caratterizzata da un semiasse maggiore pari a 2,4188698 UA e da un'eccentricità di 0,1510273, inclinata di 6,43446° rispetto all'eclittica.